# Seli'hot
Les seli'hot (hébreu : סליחות « pardons ») sont, au sens large, des offices de prière et, au sens restreint, des pièces liturgiques juives implorant la clémence divine pour les fautes commises par les enfants d’Israël. 
La lecture des seli'hot est associée aux jours redoutables (les congrégations ashkénazes l’initient peu avant les dix jours de pénitence tandis que les communautés orientales et de nombreux séfarades le font pendant quarante jours, à partir du mois d’eloul) mais on les récite également lors de certains jeûnes.

## Lesseli'hotdans les sources juives

### Dans la littérature des Sages
L’« office des jeûnes » (seder ta'aniyot) est décrit pour la première fois dans la Mishna : à l’ère du second Temple, lorsque la pluie se fait attendre trop longtemps, une série de jeûnes est décrétée au cours desquels ledit office se tient en public et à ciel ouvert. L’officiant commence par citer les Livres de Jonas et de Joël, appelant l’assistance à se repentir véritablement et non pas verbalement ou superficiellement. Il récite ensuite une prière qui comprend vingt-quatre bénédictions, soit six de plus que la prière des jours ordinaires. L’assemblée examine ses actes, confesse ses fautes et l’on procède à une lecture publique de la Torah avant de poursuivre la journée en supplications.
Ces supplications ainsi que les six bénédictions supplémentaires consistent en compilations de versets bibliques adaptés aux circonstances. Cependant, des compositions pénitentielles apparaissent à leurs côtés, comme le Mi she'ana qui clôture chacune des six bénédictions ou l’Avinou Malkenou qui, dans sa version originale, ne contient que deux vers mais parvient, selon le Talmud, à susciter la pluie plus efficacement que l’office des vingt-quatre bénédictions.
Abordant plusieurs questions que la Mishna n’a pas traitées, le Midrash fait remonter l’office des jeûnes et les seli'hot au verset Psaume 20:2 (« Dieu te répondra au jour de la détresse ») : son auteur, le roi David, le rédige après avoir pressenti la destruction du Temple et, par conséquent, la disparition du rite des offrandes qui permet aux enfants d’Israël d’obtenir l’expiation de leurs fautes ; Dieu lui fait alors savoir qu’il répondra à leurs prières aux heures d’adversité s’ils se réunissent pour réaliser les « offices du pardon » (sidrei seli'ha). C’est ainsi qu’il a agi après la faute du veau d’or, comme le déduit Rabbi Yohanan d’Exode 34:5-7. Du fait de cet enseignement, l’énonciation des treize attributs de la miséricorde divine contenus dans Exode 34:6-7 devient l’élément central de l’office du pardon,. Un autre midrash sur Psaumes 47:6 sert par ailleurs d’inspiration directe à la seli'ha El melekh yoshev (« Dieu Roi trônant »), composée pour introduire la récitation des treize attributs. 
Cette seli'ha et d’autres comptent sans doute parmi les premières tentatives du piyyout, un genre lyrique apparu aux premiers siècles de l’ère commune dans les communautés juives hébraïsantes afin d’embellir et, dans certains cas, remplacer les prières établies (bien que beaucoup, dont Vèhou ra'houm, demeurent en usage). Élaborées pour la plupart au VIIe siècle, elles sont communes à la plupart des rites liturgiques, avec des variations de formulation et de mise en musique plus ou moins importantes. Beaucoup s’inspirent de la littérature biblique tardive et en particulier des Psaumes, tant par les thèmes (exil, oppression, repentir, etc.) que par la forme : il s’agit de litanies constituées de phrases courtes, éventuellement arrangées selon l’ordre alphabétique, comme Ashamnou mikol 'am ou l’ordre alphabétique inversé comme Tamanou mèra'ot. Certaines pièces, comme Anshei emouna avadou, tentent de produire un rythme, en jouant sur les syllabes, les accents toniques ou les divisions dans les vers ; d’autres, comme El erekh apayim et Adon haSeli'hot, essaient en outre d’évoquer la rime en recourant aux assonances ou aux refrains,,.

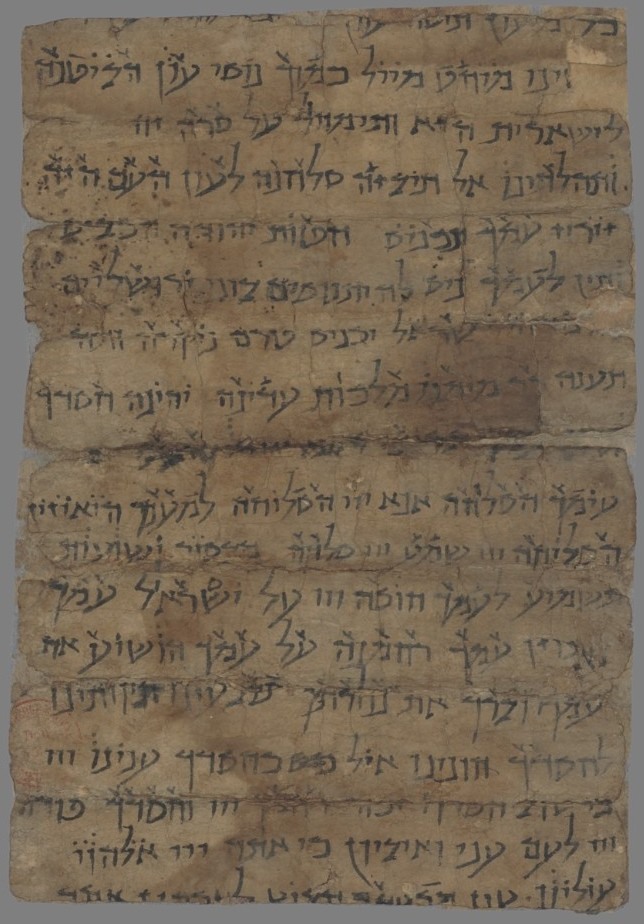
Feuillet de selihot daté du VIIIe siècle, découvert en 1908 par Paul Pelliot dans les grottes de Mogao (Turkestan chinois). Écriture carrée de style persan, vocalisation suscrite de type babylonien.

### Dans la littérature médiévale
Tandis que le piyyout se développe en Galilée, les premières codifications du rite paraissent en Babylonie, dans le Seder (« Rituel ») d’Amram ben Sheshna à la fin du IXe siècle et, un siècle plus tard, dans celui de Saadia ben Joseph, gaon de Soura.

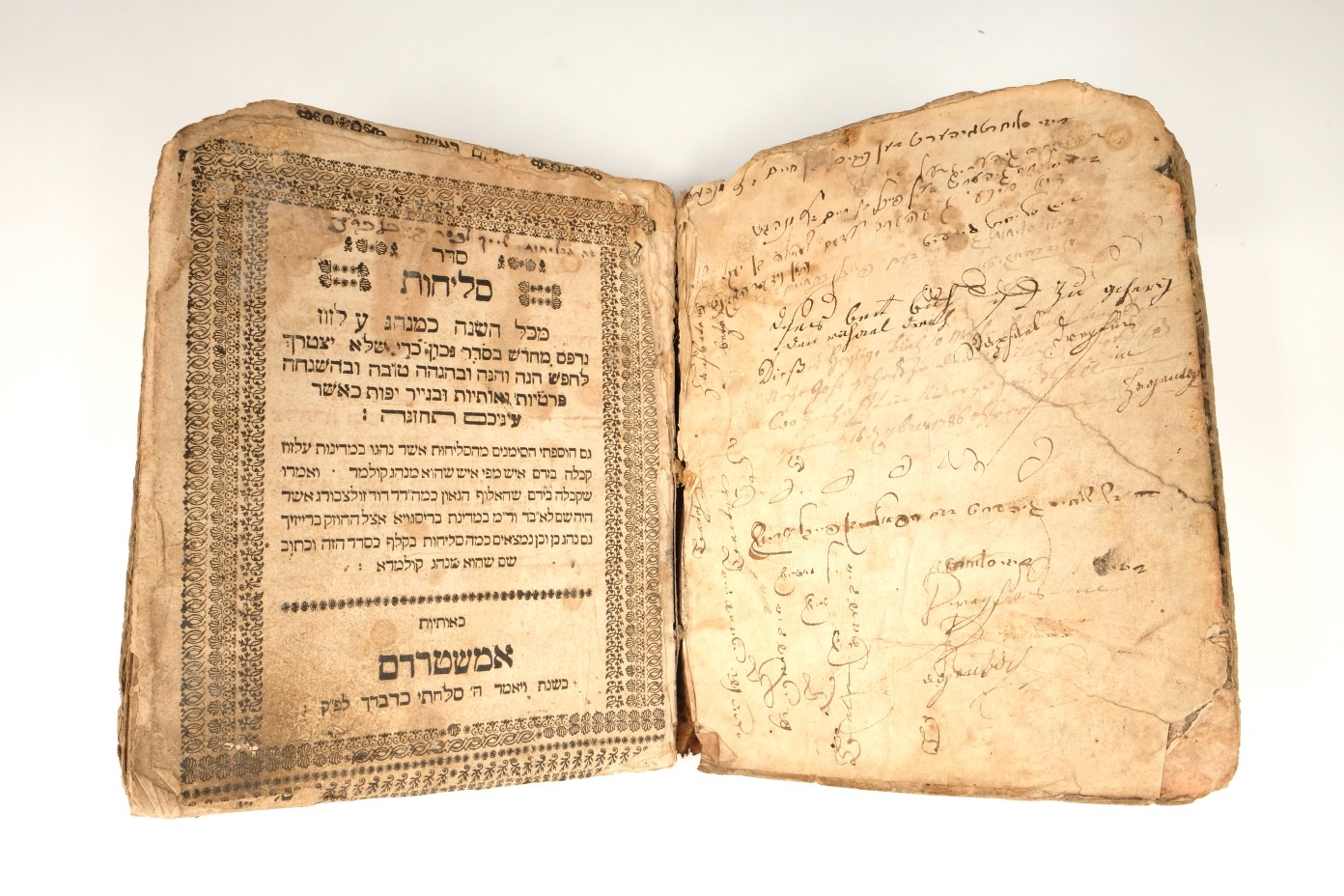
Livre de prières Selichot Minhag de Colmar, 1775, fabriqué par David Sulzburg, dans la collection du Musée Juif de Suisse.

S’appuyant sur l’autorité de son prédécesseur Cohen Tzedek ben Abimaï, Amram prescrit de réciter l’office des seli'hot au petit matin des dix jours de pénitence (de Roch Hachana à Yom Kippour) ;  après l’Ashrei (en) (une prière composée de psaumes qui introduit les offices de prière), il se poursuit par la récitation de plusieurs compilations de passages bibliques et de litanies. Chaque compilation est séparée de l’autre par l’énonciation des treize attributs, laquelle est précédée par El melekh yoshev et suivie de la confession des fautes. L’Avinou Malkenou (amplifié au cours des siècles précédant la rédaction du seder et contenant désormais une forme de confession ainsi que de nombreuses requêtes) est quant à lui intégré aux offices quotidiens du matin et de l’après-midi des mêmes jours.
L’ordonnancement de Saadia est similaire mais il y ajoute librement nombre de pièces liturgiques de sa composition, introduisant le piyyout dans un milieu qui lui était, jusque-là, fortement hostile et y apportant ses propres innovations formelles et thématiques. Il est ainsi le premier à rédiger des seli'hot fondées sur le midrash des Dix Martyrs.
La coutume de lire les seli'hot pendant les dix premiers jours de tishri découle vraisemblablement d’un usage ancien de jeûner en ces jours. Elle est suivie par Haï Gaon de Poumbedita puis Moïse Maïmonide, Abraham ben Nathan (en) de Lunel et la communauté de Gérone. Cependant, des communautés d’Orient puis d’Espagne lisent les seli'hot à partir du mois d’eloul en vertu d’un midrash sur Psaumes 47:6. David Aboudirham indique que certains le font à partir du 15 eloul. La communauté de Barcelone commence dix jours plus tard (le 25 eloul étant le premier jour de la création selon l’opinion de Rabbi Eliezer) et celle de Perpignan lors des lundis et jeudis d’eloul (outre les dix jours de pénitence). Quant au Mahzor Vitry, rituel des communautés établies au XIe siècle dans le nord de la France et de la vallée du Rhin, il prescrit de commencer la lecture dans la nuit qui suit le chabbat précédant Roch Hachana.
Se diversifient significativement sur le plan du style et il devient possible de les distinguer et de les classifier selon leur forme, leur rythme, leur thème, etc.
Le style évolue avec le temps, avec l’apparition de strophes puis de rimes et l’adoption progressive des canons utilisés par les civilisations byzantine, syrienne et arabe au sein desquelles vivent les Juifs. Les poèmes sont graduellement rédigés avec des strophes à deux lignes (les selihot sont alors dites sh'niyot), trois lignes (shlishiyot) et quatre lignes (shalmoniyot). Les shniyyot comprennent des lignes de trois à sept mots. Certaines sont pourvues d’une rime au milieu de la strophe, dans la première ligne comme dans la seliha intitulée Torah hakedosha ou dans les deux lignes comme dans le Makhnisse ra'hamim d’Eléazar de Worms. Dans l’Arid bessi'hi, Isaac ben Yakar pousse le raffinement à faire figurer la rime intermédiaire non seulement dans les deux lignes mais aussi dans la rime finale. De plus, la seconde hémistiche commence par le dernier mot de la première. Les shlishiyot marquent le passage vers la rime et leur dernière ligne est souvent un verset biblique.
Ces poésies sont le plus souvent anonymes (seule une poignée de poètes sont nommément connus avant le Xe siècle, parmi lesquels Yosse ben Yosse et Saadia Gaon) et ne sont pas appelées seli'hot mais rahamim, bakkashot, 'atirot, tehinnot ou tahanoun car il ne s’agit pour leurs auteurs que de « requêtes », d’« implorations » ou de « supplications » envers Dieu, seul à dispenser du pardon.

### Dans la littérature ultérieure
Les standards des seli'hot sont fixés au milieu du XVIe siècle : Joseph Caro adopte la coutume pour les séfarades de lire les seli'hot depuis le début du mois d’eloul tandis que Moïse Isserlès confirme l’habitude des ashkénazes de les commencer le dimanche précédant Roch Hachana ou le dimanche de la semaine précédente lorsque Roch Hachana commence un lundi ou un mardi. Un commentateur ultérieur fait dériver la pratique ashkénaze de l’interprétation rabbinique de Nombres 15:3  : « vous ferez une offrande par le feu à Dieu » devient « vous vous ferez offrande, etc. » et il convient d’inspecter les animaux destinés à l’offrande pendant quatre jours à la recherche d’éventuels défauts. D’après un autre, l’usage est dicté par la volonté de concilier la coutume pieuse de jeûner pendant dix jours et l’impossibilité de le faire pendant les deux jours de fête de Roch Hachana, lors du chabbat précédant Yom Kippour et lors de la veille de celui-ci.
Au niveau du rituel également, bien que diverses seli'hot soient composées au cours des siècles suivants, elles n’intègrent plus la liturgie ou seulement dans les communautés locales et en des occasions particulières.